# Acanthaclisis curvispura
Acanthaclisis curvispura is een insect uit de familie van de mierenleeuwen (Myrmeleontidae), die tot de orde netvleugeligen (Neuroptera) behoort. 
Acanthaclisis curvispura is voor het eerst wetenschappelijk beschreven door Krivokhatsky in 1990.